# Aeroportul Sheghnan
Aeroportul Sheghnan (IATA: SGA, ICAO: OASN) este un aeroport din Provincia Badahșan, Afganistan ce deservește zona Șugnan⁠(d).
Situat la o altitudine de 2.057 m, aeroportul dispune de o singură pistă.